# Lost in Starlight
Lost in Starlight (Originaltitel: 이 별에 필요한) ist ein südkoreanischer animierter Science-Fiction-Romantikfilm, der am 30. Mai 2025 weltweit auf Netflix veröffentlicht wurde.

## Handlung
Die Geschichte spielt im futuristischen Seoul des Jahres 2050. Im Mittelpunkt steht Nan-young, eine junge Wissenschaftlerin und Astronautin, die davon träumt, an einer Mars-Expedition teilzunehmen. Ihre Motivation ist die Suche nach ihrer Mutter, einer Astronautin, die vor 25 Jahren während einer Marsmission verschwand. Nachdem Nan-young zunächst aufgrund psychologischer Bedenken von der Ersten in die Ersatzcrew zurückgestellt wird, begegnet sie Jay, einem zurückgezogen lebenden Musiker, der alte Audiogeräte repariert. Die beiden entwickeln eine romantische Beziehung, die jedoch auf die Probe gestellt wird, als Nan-young doch noch für die Marsmission ausgewählt wird. Während sie sich auf ihre gefährliche Reise vorbereitet, muss Jay seine eigenen Ängste überwinden und sich seiner Vergangenheit stellen.

## Produktion
Lost in Starlight wurde vom südkoreanischen Climax Studio produziert. Regie führte Han Ji-won, die gemeinsam mit Kang Hyun-joo auch das Drehbuch verfasste. Die Produzenten waren Raymundo Díaz-González, Rocío Gort und Ignacio Rey. Für den Schnitt war Han Mi-yeon verantwortlich. Am 30. Mai 2025 wurde der Film weltweit auf Netflix veröffentlicht.

## Synchronisation
Die deutsche Synchronisation entstand bei der Interopa Film GmbH, unter der Dialogregie und nach einem Dialogbuch von Andreas Müller.
| Rolle                 | Originalsprecher | Deutsche Sprecher    |
| --------------------- | ---------------- | -------------------- |
| Choi Di-a             | Ah-young Yoon    | Noemi Ferrari        |
| Detektor              | Mi Jang          | Patricia Strasburger |
| Joo Nan-young         | Kim Tae-ri       | Magdalena Höfner     |
| Joo Nan-young (jung)  | Mi Jang          | Milena Rybiczka      |
| Joo Yoon-jae          | Kang Gu-han      | Dirk Müller          |
| Nachrichtensprecherin | Lee Bo-yong      | Carmen Katt          |
| Son Ji-young          | Ahn Young-mi     | Dorette Hugo         |